# Wachtang Czanturiszwili
Wachtang Czanturiszwili, gruz. ვახტანგ ჭანტურიშვილი (ur. 5 sierpnia 1993 w Ozurgeti, Gruzja) – gruziński piłkarz, grający na pozycji pomocnika.

## Kariera piłkarska

### Kariera klubowa
W 2010 rozpoczął karierę piłkarską w drużynie Norczi Dinamoeli. Latem 2011 przeszedł do SK Zestaponi. Podczas przerwy zimowej sezonu 2014/15 został zaproszony do Dinama Tbilisi. W lutym 2017 dołączył do FK Ołeksandrija. 19 czerwca 2017 przeszedł do Spartaka Trnawa.

### Kariera reprezentacyjna
27 maja 2016 debiutował w narodowej reprezentacji Gruzji.

## Sukcesy i odznaczenia

### Sukcesy klubowe
SK Zestaponi
- mistrz Gruzji: 2011/12
- wicemistrz Gruzji: 2013/14
- finalista Pucharu Gruzji: 2011/12
- zdobywca Superpucharu Gruzji: 2011/12, 2012/13

Dinamo Tbilisi
- mistrz Gruzji: 2015/16
- zdobywca Pucharu Gruzji: 2014/15, 2015/16
- zdobywca Superpucharu Gruzji: 2015/16